# A Human Algorithm
Un Algoritmo Humano: Cómo la Inteligencia Artificial está Redefiniendo Quiénes Somos es un libro de no ficción de 2019 del abogado estadounidense de derechos humanos internacionales, Flynn Coleman. Sostiene que, para gestionar el cambio de poder de los humanos a una inteligencia artificial cada vez más avanzada, será necesario inculcar los valores humanos en la inteligencia artificial, y desarrollar proactivamente mecanismos de supervisión.

## Visión general
Coleman sostiene que los algoritmos que subyacen a la inteligencia artificial podrían mejorar enormemente la condición humana, si los algoritmos se basan cuidadosamente en los valores éticos humanos. Una inteligencia artificial ideal sería "no un modelo replicado de nuestros propios cerebros, sino una expansión de nuestro lente y nuestra posición ventajosa en cuanto a lo que la inteligencia, la vida, el significado y la humanidad son y pueden ser". El fracaso en este sentido podría dejarnos "una especie sin un propósito", sin "ningún sentido de felicidad, significado o satisfacción". Afirma que, a pesar de la agitación de un "movimiento de responsabilidad algorítmica", la humanidad está "alarmantemente poco preparada" para la llegada de formas más poderosas de inteligencia artificial.

## Recepción
Una reseña en el Library Journal recomendó fuertemente el libro "tanto a las multitudes cibernéticas como a los interesados en la psicología humana". Kirkus calificó el libro de "carnoso" y "energético". Publishers Weekly juzgó el optimismo del libro como poco convincente.